# Vásárcsarnok (Győr)
A győri vásárcsarnok 2010. február 6-án ünnepelte átadásának 30.-ik évfordulóját. A Győr Megyei városi Önkormányzat jogelődje alapította és önkormányzati vállalata az Inszol Zrt. működteti. Az INSZOL Zrt. és a Piacok és Vásárcsarnok Győr Kft. önkormányzati tulajdonban van.

## Fennállása
A történelmi Győr belvárost és a környékét több kisebb vásártér  övezte. Például ilyenek  voltak: a Dunakapu téri piac, a húspiac (Virágpiac). Nádorváros és Adyváros határát képező  Szigethy Attila (korábban:Felszabadulás út) Tihanyi Árpád (korábban Bartók Béla út) találkozásánál lévő nagyobb üres téren épült 1981-ben a városi könyvtár. A történelmi belváros  piacait mentesítő emeletes, bevásárló központot, vásárcsarnokot és ABC áruházat az ezt megelőző évben építették meg.
Az avatásról a tv híradója is tudósított. Az őstermelőket (az igazi árusokat, kiskereskedőket) személygépkocsival költöztették át. Az első időkben csak élelmiszert árusító üzletek voltak. A profil gyorsan és folyamatosan bővült: háztartási-, műszaki cikkekkel és ruhaneműkkel. Az első években a mai fedett piac helyén különféle akciókkal próbálták az embereket ideszoktatni. Vasárnaponként vásár volt a belső udvarban. Időnként cserenapokat is szerveztek. A győri gyerekek és fiatalok  idehozhatták feleslegesé vált holmijaikat, hogy más hasznos holmikra elcserélhessék.

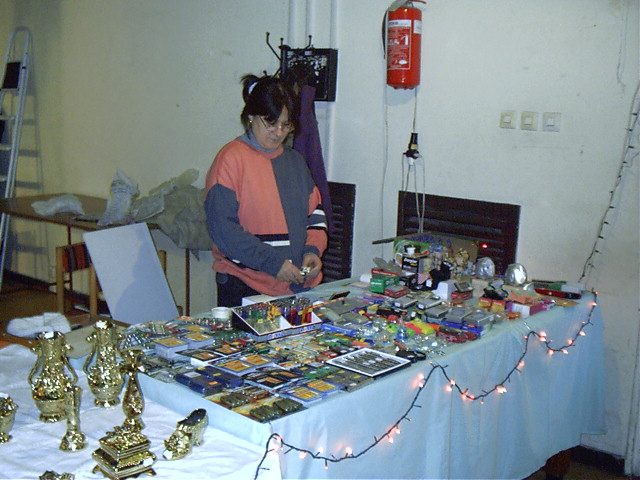
Karácsonyi árusítás a Vásárcsarnok emeletén

## A jövő tervei
Győr Megyei Jogú Város Önkormányzatának szakbizottságai már korábban  javasolták, hogy a gazdasági társaságok vizsgálják meg az együttműködés lehetőségeit, elősegítve ezzel a tulajdonos elvárásainak megfelelő tevékenységet.
A pénzügyi válság európai térséget érintő elmélyülése és a hazai pénzügyi szektorra is kiterjedő közvetlen hatása – a forint árfolyam gyengülése, a devizahitelezés és az állampapírpiacon jelentkező nehézségek alapján arra kell felkészülni, hogy a pénzügyi rendszer problémáinak megoldása hosszabb időt vesz igénybe, és ebben az akár több évig is eltartó periódusban a növekedés erőteljes lassulásával célszerű számolni a világgazdaságban, és ezért nincs lehetőség a kiadások jelentős növelésére.
Az önkormányzat ismételten megvizsgálja a lehetőségét a tulajdonában, vagy többségi tulajdonában lévő gazdasági társaságok hatékonyabb működésének feltételeit. Az egyes társaságok gazdálkodásának szigorú felügyelete mellett észszerűnek mutatkozik, hogy a jelenlegi szervezeti keretek nem felelnek meg a hatékony működés követelményének, párhuzamosságok vannak az egyes társaságok működésével kapcsolatosan. Mélyrehatóbb vizsgálat nélkül is szembetűnő az INSZOL Zrt., a Győri Innovációs és Marketing Centrum Kft. és a Piacok és Vásárcsarnok Győr Kft. feladatai közötti párhuzamosság. A három társaság hatékonyabb működését feltételezi, ha e három társaság a jövőben egy társaságként működik, melynek egyik és ez esetben legcélszerűbb módja az egyesülés (beolvadás).
A gazdasági társaságok egyesülésénél fontos szempont, hogy a korábban ellátott feladat illetve tevékenység a költséghatékonyság figyelembevételével szolgálja a tulajdonos érdekét.
A Győri Innovációs és Marketing Centrum Kft. esetében a PANNON-VÍZ Zrt. ( 0,72% ) és a GYŐRHŐ Kft- vel ( 2,44% ) közösen  tulajdonos az önkormányzat ( 96,84% ).
A beolvadásról minden tagnak kétszer kell dönteni, de a beolvadáskor a két alacsony %-ban tulajdonos - előzetes egyeztetés szerint - már nem vesz részt az „új” beolvasztó cégben, mint tulajdonostárs. A beolvadási szerződésben rögzítésre kerül az a döntés, hogy a beolvadó Győri Innovációs és Marketing Centrum Kft. tulajdonosai közül a PANNON-VÍZ Zrt. és a GYŐRHŐ Kft. az INSZOL Zrt-be történő beolvadással egyetértenek, de a tagságukat nem kívánják fenntartani, velük az elszámolás a beolvadással egyidejűleg megtörténik. Ez az elszámolás pedig az üzletrész névértéken történő kifizetését jelenti részükre.

## Külső hivatkozások
- https://web.archive.org/web/20090415175038/http://vasarcsarnokgyor.hu/ (bemutatkozó videóval)
- http://wikimapia.org/865427/hu/V%C3%A1s%C3%A1rcsarnok-Piac (légi felvétel)